# サイモン・キャメロン

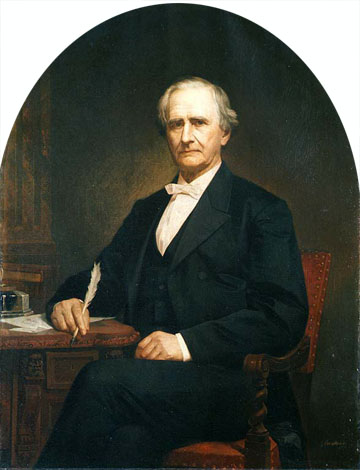
サイモン・キャメロン

サイモン・キャメロン（Simon Cameron, 1799年3月8日 - 1889年6月26日）は、アメリカ合衆国の政治家。1861年3月から1862年1月まで第26代アメリカ合衆国陸軍長官を務めた。

## 生い立ちと初期の経歴
サイモン・キャメロンは1799年3月8日にペンシルベニア州ランカスター郡メイタウンにおいて誕生した。キャメロンは1808年に両親とともにノーサンバーランド郡に移り住んだ。キャメロンは13歳のときに父親と死別した。公立学校に通うことはできたが、よい教育を受けることはできなかった。キャメロンは読書に強い関心を持ち、印刷所で働いた。キャメロンは1816年に印刷工アンドリュー・ケネディに弟子入りし、出版業について学んだ。
1821年1月、キャメロンはサミュエル・インガムの誘いを受け、ペンシルベニア州ドイルズタウンで新聞社『バックス・カウンティ・メッセンジャー』を立ち上げた。キャメロンは編集者として、知識の広さを示した。同年3月にはドイルズタウン市内の民主共和党系の出版社と提携した。
1821年冬、キャメロンはワシントンD.C.へ移り、政治を勉強した。キャメロンは熟練の印刷工として、『ナショナル・インテリジェンサー』紙に勤めた。1822年、キャメロンはペンシルベニア州に戻り、ハリスバーグにおいてチャールズ・モウリーと共同で『ペンシルベニア・インテリジェンサー』の経営を行った。1824年には雑誌『リパブリカン』を買収した。

## ペンシルベニア州での政治

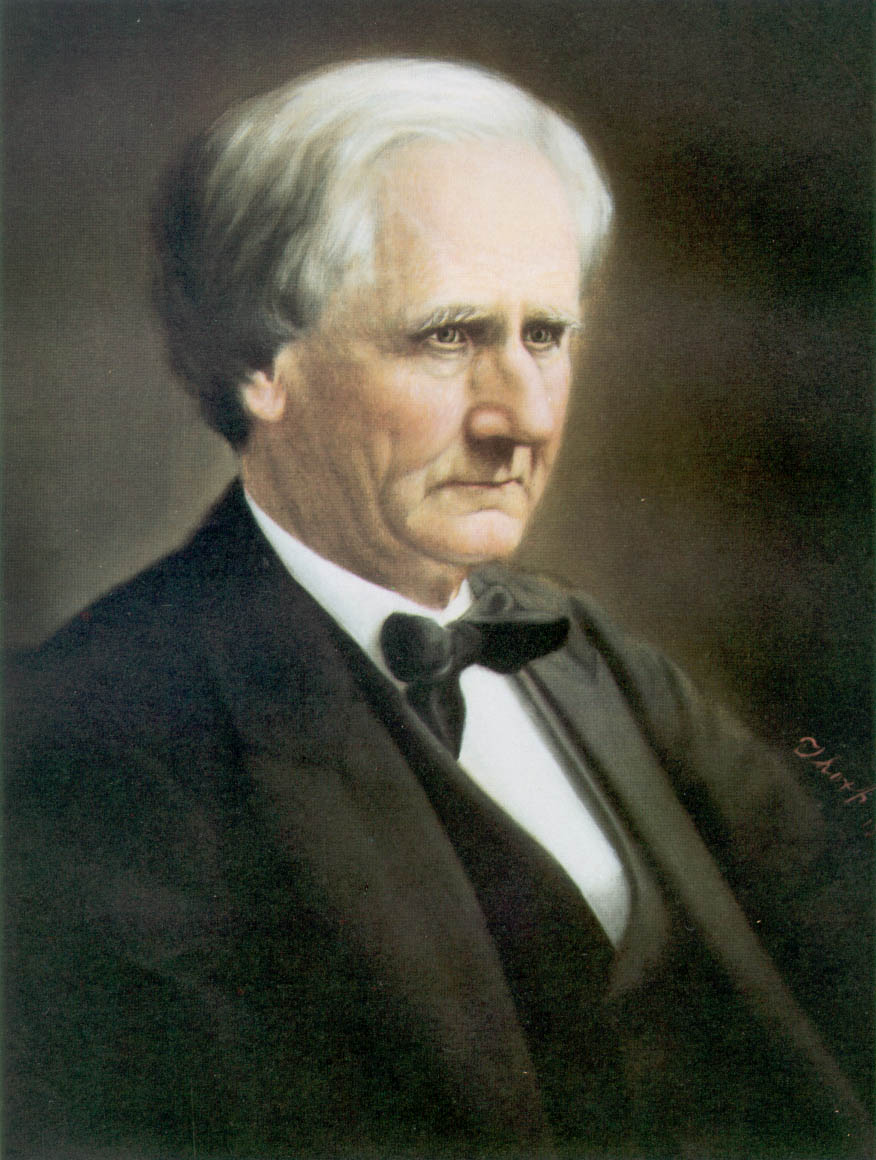
サイモン・キャメロン

キャメロンは1823年にフィラデルフィアで民主党入りし、ペンシルベニア州行政を公式な立場で支援した。キャメロンは州公認の印刷業者として選ばれ、1825年から1827年まで州の印刷物発行を扱った。キャメロンは若い頃からの友人であった州知事ジョン・アンドリュー・シュルツを支持し、1826年にはペンシルベニア州軍務局長を務めた。キャメロンは州政府において職務を十分に行い、事務能力の高さを評価された。キャメロンはノーザンセントラル鉄道など、いくつもの鉄道路線を建設・整備した。
キャメロンは州内インフラの開発に関心を示し、ペンシルベニア州内での運河管理権を取得した。1826年、キャメロンはハリスバーグとサンベリーを結ぶ運河の掘削を開始した。開発は順調に進行し、キャメロンは運河西部の1区画を所有地とした。1832年冬、キャメロンはペンシルベニア州ミドルタウンで銀行設立の認可を取得した。キャメロンは州法銀行で出納長をとなり、成功を収めた。

## 連邦議会での政治
1834年3月、キャメロンはジェームズ・ブキャナンの辞任に伴う欠員充当として、連邦上院議員に選任された。キャメロンは1849年3月まで連邦上院議員を務め、その後1857年に共和党から連邦上院議員に再選された。キャメロンは連邦上院において、特許委員会委員長（第29議会）、公共建築委員会委員長（第29議会）、コロンビア特別区委員会委員長（第29議会、第30議会）を務めた。キャメロンは1860年の大統領選挙で共和党の指名獲得を目指したが、敗北した。

## アメリカ合衆国陸軍長官
1861年3月、キャメロンはエイブラハム・リンカーン大統領からアメリカ合衆国陸軍長官に任ぜられ、連邦上院議員を辞任した。キャメロンは1862年1月まで陸軍長官を務めた。

## 駐ロシア公使

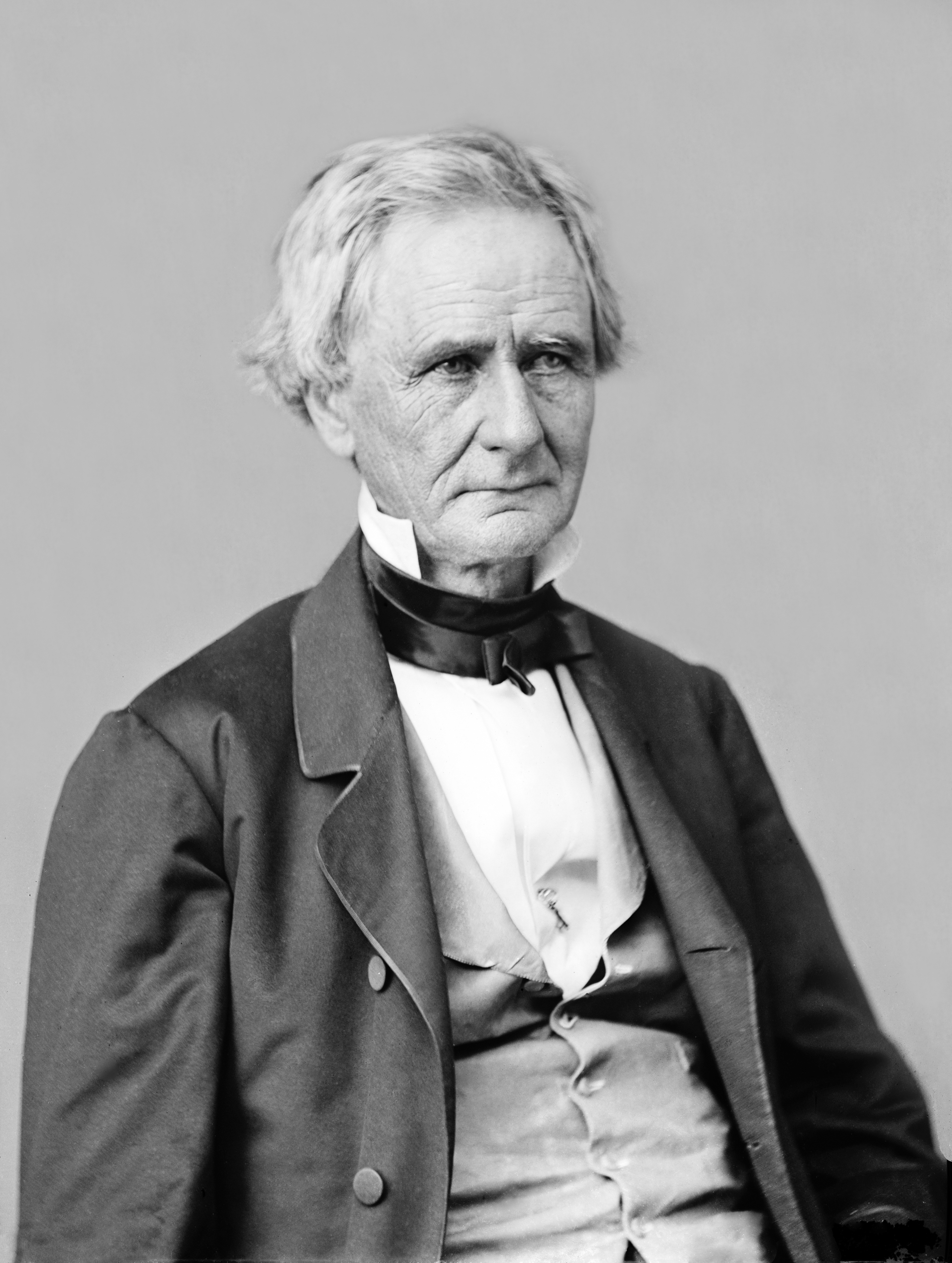
サイモン・キャメロン

1862年1月、キャメロンは駐ロシア公使に指名された。キャメロンはモスクワへ渡り、同年6月に信任状を奉呈して着任した。キャメロンは1862年9月まで駐ロシア公使を務めた。
1867年、キャメロンは共和党から再び連邦上院議員に選出された。キャメロンは1873年にも再選され、1877年3月に辞任するまで務めた。キャメロンは農務委員会委員長（第40議会、第41議会）、外交委員会委員長（第42議会、第43議会、第44議会、第45議会）、公共建築土地委員会委員長（第42議会）を務めた。

## 晩年
1889年6月26日、キャメロンはペンシルベニア州ランカスター郡のメイタウン近郊で死去した。キャメロンの遺体はペンシルベニア州ハリスバーグのハリスバーグ墓地に埋葬された。
ペンシルベニア州キャメロン郡およびルイジアナ州キャメロン郡は、キャメロンにちなんで名づけられた。

## 家族
サイモン・キャメロンの父親チャールズ・キャメロン (Charles Cameron, 1768-1814) は、スコットランドからの移民であり、ハイランド地方西部を起源とするキャメロン氏族の子孫であった。サイモン・キャメロンの母親マルタ・プフォウツ (Martha Pfoutz, 1771-1830) は、ドイツのパラティナーテからの移民コンラート・プフォウツ (Conrad Pfoutz, 1734-1808) の娘であった。
1822年10月17日、キャメロンはペンシルベニア州メイタウンにおいてマーガレット・ブルーア (Margaret Brua, 1803-1874) と結婚した。2人の間には、以下の子供が生まれた。
1. レイチェル・ジェイン・ブルーア・キャメロン (Rachel Jane Brua Cameron, 1823-1871)
2. ウィリアム・ブルーア・キャメロン (William Brua Cameron, 1826-1864)
3. ジェイムズ・ドナルド・キャメロン (James Donald Cameron, 1833-1918) - 連邦上院議員
4. マーガレット・キャメロン (Margaret Cameron, 1836-1915)
5. ヴァージニア・ロレット・キャメロン (Virginia Rolette Cameron, 1840-????)